# Liste der Biografien/Heie
Liste der Biografien |
Portal Biografien |
Personensuche
# |
A |
B |
C |
D |
E |
F |
G |
H |
I |
J |
K |
L |
M |
N |
O |
P |
Q |
R |
S |
T |
U |
V |
W |
X |
Y |
Z |
?
 
Ha |
Hd |
He |
Hi |
Hj |
Hk |
Hl |
Hm |
Hn |
Ho |
Hr |
Hs |
Ht |
Hu |
Hv |
Hw |
Hy
 
Hea |
Heb |
Hec |
Hed |
Hee |
Hef |
Heg |
Heh |
Hei |
Hej |
Hek |
Hel |
Hem |
Hen |
Heo |
Hep |
Heq |
Her |
Hes |
Het |
Heu |
Hev |
Hew |
Hex |
Hey |
Hez
 
Heia |
Heib |
Heic |
Heid |
Heie |
Heif |
Heig |
Heij |
Heik |
Heil |
Heim |
Hein |
Heip |
Heir |
Heis |
Heit |
Heix |
Heiz
Die Liste der Biografien führt alle Personen auf, die in der deutschsprachigen Wikipedia einen Artikel haben. Dieses ist eine Teilliste mit 17 Einträgen von Personen, deren Namen mit den Buchstaben „Heie“ beginnt.

## Heie

### Heiec
- Heieck, Georg (1903–1977), deutscher Maler
- Heieck, Ingobert (1936–1993), deutscher römisch-katholischer Ordensbruder, Gärtner und Autor mehrerer Fachbücher
- Heieck, Ludwig (1913–1985), deutscher Politiker (CDU), MdL
- Heieck, Mechthild (1933–2011), deutsche Altphilologin und Übersetzerin

### Heien
- Heienbrok, Wilhelm (1855–1949), deutscher Missionar

### Heier
- Heier, Anne-Kathrin (* 1977), deutsche Autorin und Journalistin
- Heier, Siegfried (* 1946), deutscher Ingenieurwissenschaftler
- Heier, Solfrid (* 1945), norwegische Schauspielerin und Sängerin
- Heierli, Daniel (* 1965), Schweizer Politiker (GP)
- Heierli, Hans (1927–2003), Schweizer Geologe
- Heierli, Jakob (1853–1912), Schweizer Prähistoriker
- Heierli, Julie (1859–1938), Schweizer Modistin und Trachtenforscherin
- Heierli, Nicola (* 1997), Schweizer Unihockeyspieler
- Heierliß, Peter († 1507), deutscher Steinmetz
- Heiermann, Bernhard (1907–1957), deutscher evangelischer Pfarrer
- Heiermann, Theo (1925–1996), deutscher Bildhauer und Maler

### Heies
- Heiestad, Tor (* 1962), norwegischer Sportschütze